# Mangikuppe, Turuvekere
Mangikuppe là một làng thuộc tehsil Turuvekere, huyện Tumkur, bang Karnataka, Ấn Độ.